# Matang Guru
Matang Guru is een bestuurslaag in het regentschap Aceh Timur van de provincie Atjeh, Indonesië. Matang Guru telt 763 inwoners (volkstelling 2010).